# Монастирська (річка)
Монастирська — річка в Україні, у Корсунь-Шевченківському районі Черкаської області. Ліва притока Ризінкови (басейн Дніпра).

## Опис
Довжина річки приблизно 6,3 км.

## Розташування
Бере початок у селі Квітки. Тече переважно на північний схід і на південно-західній стороні від Глушків впадає у річку Ризінкову, праву притоку Росі.